# Mount Saint Vincent University

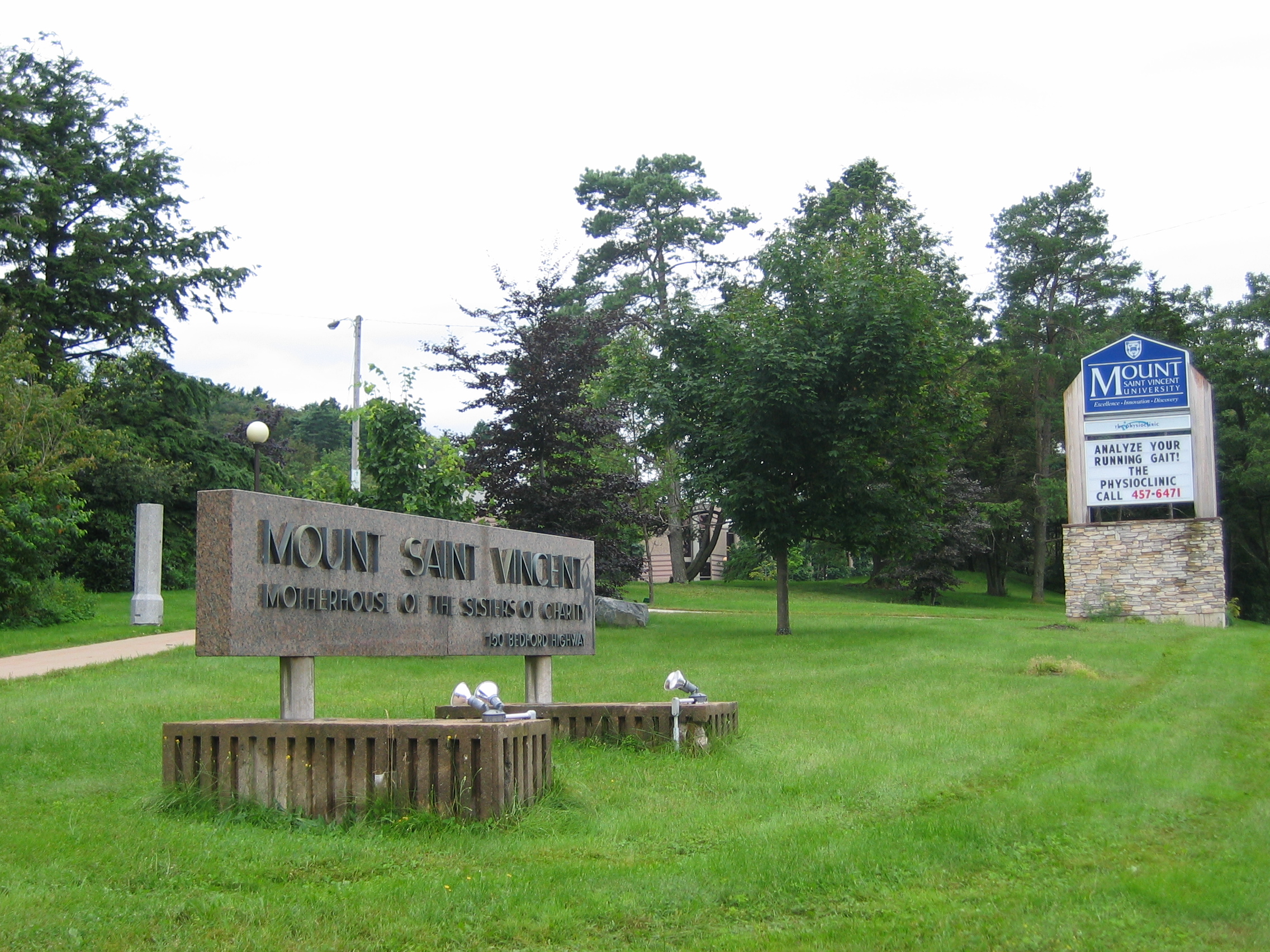
Mount Saint Vincent University

Die Mount Saint Vincent University (kurz The Mount, auch MSVU) ist eine Universität in Halifax, Nova Scotia, Kanada.
Die Hochschule wurde 1873 von dem katholischen Frauenorden Töchter der christlichen Liebe vom heiligen Vinzenz von Paul als College für Frauen gegründet. 1912 wurden universitäre Kurse für Frauen angeboten und ab 1914 mit der Dalhousie University zusammengearbeitet. 1925 erhielt die Schule die Genehmigung eigene Abschlüsse anzubieten. 1966 firmierte man zur Mount Saint Vincent University um und erhielt die staatliche Anerkennung einer Universität. Seit 1967 sind auch männliche Studenten zum Studium zugelassen.  
Circa 4000 Studenten werden in Bachelor-, Master- und PhD-Programmen ausgebildet. The Mount ist führend in der Online-Bildung und bietet zahlreiche Online-Programme für Bachelor- und Master-Studiengänge an.